# لانكران (أين)
لانكران (بالفرنسية: Lancrans)‏ هي بلدية فرنسية تقع في إقليم الأين في فرنسا. رمز إنسي لها هو:1205. أما الرمز البريدي لها فهو: 1200.